# Pentaclonia
Pentaclonia is een geslacht van vlinders van de familie visstaartjes (Nolidae), uit de onderfamilie Chloephorinae.

## Soorten
- P. uniformis Felder, 1861